# Osborne Apartments
Les Osborne Apartments sont un bâtiment d'appartements historique de Manhattan, à New York,. Edifiés de 1883 à 1885, les Osborne Apartments sont inscrits comme Site Historique New-yorkais dans la Commission de la Préservation des Monuments Historiques de New York ainsi que dans le Registre National des Lieux Historiques depuis le 22 avril 1993.

## Source de traduction
- (es) Cet article est partiellement ou en totalité issu de l’article de Wikipédia en espagnol intitulé « Osborne Apartments » (voir la liste des auteurs).